# Weißensee (sjö i Österrike, Steiermark)
Weißensee är en sjö i Österrike.   Den ligger i förbundslandet Steiermark, i den centrala delen av landet, 210 km sydväst om huvudstaden Wien. Weißensee ligger 2 083 meter över havet.
Trakten runt Weißensee består i huvudsak av gräsmarker. Runt Weißensee är det ganska glesbefolkat, med 22 invånare per kvadratkilometer.